# Tubular Bells II
Tubular Bells II is het vijftiende studioalbum van Mike Oldfield. Het is voor wat titel en opzet het vervolg op zijn debuutalbum Tubular Bells.

## Inleiding
Het album werd opgenomen na de breuk tussen Oldfield enerzijds en platenlabel Virgin Records en Richard Branson anderzijds. Branson had al jaren aangedrongen op dat vervolg maar Oldfield hield het net zo lang af. Eerst zag Oldfield het als een goedkoop verkooppraatje, maar gedurende zijn contract werd hij steeds ontevredener over de promotie van zijn werk door Virgin. Na het artistieke en commerciële debacle van Heaven's open en het sluiten van een nieuw platencontract bij Warner vond Oldfield de tijd rijp voor de opvolger. Het kwam er mede als een bedankje voor de interesse die Warner in zijn muziek toonde.
Oldfield keek terug op Tubular Bells en haalde de muziek, eens zo kundig in elkaar gezet, weer uit elkaar en begon in juni 1991 met een pianomotief. Onze leiding van zijn muziekproducent van de oorspronkelijke Tubular Bells Tom Newman kreeg het album een gezicht. Dat gezicht werd afgerond door als muziekproducent ook Trevor Horn in te schakelen, niet naar genoegen van Newman overigens. Horn werkte vanuit Los Angeles en Oldfield verscheepte zijn benodigde apparatuur daar naar toe en huurde gedurende de opnamen een pand aan Doheny Drive. Oldfield was meer te spreken over Trevor Horn, die werkte met een elektronische metronoom (clicktrack), zodat een gelijkmatiger tempovastheidl kwam ten opzichte van deel 1. Ook zorgde Horn ervoor dat Oldfield qua spel meer plezier uitstraalde dan tijdens voorgaande opnamen.
Net als bij deel 1 wilde Oldfield een Master of Ceremonies inschakelen, die aankondigde welke instrumenten gebruikt werden bij welke deel. Oldfield probeerde het zelf en ook Horn deed een poging. Uiteindelijk zou acteur Alan Rickman de stem op de plaat worden. Zijn naam werd echter niet genoemd, omdat het hoesontwerp al klaar lag.
Het album werd gestoken in een hoes die verwijst naar Tubular Bells; het ontwerp van een verbogen buisklok was opnieuw van Trevor Key.   

## Musici
- Mike Oldfield – alle muziekinstrumenten en zang behalve
- Alan Rickman (genoemd als "A strolling player") – Master of Ceremonies
- Sally Bradshaw – zang
- Celtic Bevy Band – doedelzak
- Eric Caudieux – programmeerwerk
- Edie Lehmann – zang
- Susannah Melvoin – zang
- Jamie Muhoberac – aanvullende toetsinstrumenten, special effects
- Steve Payne – basgitaar
- Pipers from the Los Angeles Police Department (vermeld onder P.D. Scots Pipe Band, vanwege hun bijdrage in de Rellen in Los Angeles 1992 werd niet hun originele naam gebruikt) doedelzakken
- John Robinson – drumstel op "Altered state"

## Muziek
Anders dan deel 1 zijn de fragmenten als tracks onderverdeeld

| Nr. | Titel                      | Duur |
| --- | -------------------------- | ---- |
| 1.  | Sentinel (Oldfield)        | 8:07 |
| 2.  | Dark star (Oldfield)       | 2:16 |
| 3.  | Clear light (Oldfield)     | 5:48 |
| 4.  | Blue saloon (Oldfield)     | 2:59 |
| 5.  | Sunjammer (Oldfield)       | 2:32 |
| 6.  | Red dawn (Oldfield)        | 1:50 |
| 7.  | The bell (Oldfield)        | 6:59 |
| 8.  | Weightless (Oldfield)      | 5:43 |
| 9.  | The great plain (Oldfield) | 4:47 |
| 10. | Sunset door (Oldfield)     | 2;23 |
| 11. | Tattoo (Oldfield)          | 4:15 |
| 12. | Altered state (Oldfield)   | 5:12 |
| 13. | Maya gold (Oldfield)       | 4:01 |
| 14. | Moonshine (Oldfield)       | 1:42 |

## Ontvangst
De ontvangst was wisselend. OOR's Pop-encyclopedie (versie 1993) omschreef het als een artistiek dieptepunt leidend naar een commercieel hoogtepunt. Het publiek maalde daar niet om. Met name Britten (600.000 stuks) en Spanjaarden (500.000 stuks) kochten het album veelvuldig (in beide landen haalde het de nummer-1 positie; in Engeland stond het dertig weken genoteerd), de directe verkopen liepen op naar twee miljoen exemplaren. In Nederland stond het album dertien weken in de albumlijst, maar kwam daarin niet verder dan plaats 15. Het was voldoende om het op plaats 100 in de lijst te krijgen over 1992. Opnieuw deden Duits sprekende landen het goed.

## Nasleep
Direct na de uitgave van het album vond promotie plaats door middel van een concert in Edinburgh Castle (4 september 1992). Het werd vastgelegd op video, die werd uitgegeven onder de titel Tubular Bells II: The performance live at Edinburgh Castle. Oldfield ging ook weer op tournee door de Verenigde Staten en Europa. Virgin Records liftte mee op het succes; het kwam met compilatiealbum Elements (Best of Mike Oldfield). In 1998 kwam Oldfield met Tubular Bells III.
Tubular Bells · Hergest Ridge · Ommadawn · Incantations · Platinum · QE2 · Five miles out · Crises · Discovery · The Killing Fields · Islands · Earth Moving · Amarok · Heaven's open · Tubular Bells II · The songs of distant earth · Voyager · Tubular Bells III · Guitars · The Millennium Bell · Tr3s lunas · Tubular Bells 2003 · Light + Shade · Music of the Spheres · Man on the Rocks · Return to Ommadawn ·